# حمض الأراكيديك
حمض الأراكيديك (أو حمض الفول السوداني) هو حمض دهني مشبع ذو سلسلة كربون -20. وهو مكون بسيط من مكونات زيت الفول السوداني (1.1% - 1.7%) وزيت الذرة (3%). اشتق اسم هذا الحمض من اللاتينية - "arachis" وتعني الفول السوداني. ويتم تشكيله بهدرجة حمض الأراكيدونيك.
يستخدم حمض الأراكيديك لإنتاج المنظفات ومواد التصوير الفوتوغرافي ومواد التشحيم.